# Actinopus patagonia
Espèce
Actinopus patagonia est une espèce d'araignées mygalomorphes de la famille des Actinopodidae.

## Distribution
Cette espèce est endémique d'Argentine. Elle se rencontre  dans les provinces de Buenos Aires, de La Pampa, du Río Negro et du Chubut.

## Description
Le mâle holotype mesure 15,48 mm et la femelle paratype 25,56 mm.

## Étymologie
Son nom d'espèce lui a été donné en référence au lieu de sa découverte, la Patagonie.

## Publication originale
- Ríos-Tamayo & Goloboff, 2018 : Taxonomic revision and morphology of the trapdoor spider genus Actinopus (Mygalomorphae: Actinopodidae) in Argentina. Bulletin of the American Museum of Natural History, no 419, p. 1-83 (texte intégral).